# Thorvald Folkmar
Thorvald Alfred Harald Rasmussen Folkmar (15. december 1884 i Odense – 11. marts 1960) var en dansk kreditforeningsdirektør, bror til E.O. Folkmar og far til Jørgen Harboe Folkmar.
Han var søn af kancelliråd Hans Peter Rasmussen Folkmar (død 1926, navneforandring fra Rasmussen 31. august 1903) og hustru Laura født Schmidt (død 1926), blev ansat i Fyens Stifts Kreditforening 1903 og var direktør 1943-55.
Folkmar var Ridder af Dannebrog, medlem af bestyrelsen for Blindeforeningen i Odense fra 1940 og af repræsentantskabet for Fyens Disconto Kasse fra 1943.
Han blev gift 2. februar 1918 med Else Harboe (23. maj 1897 i Odense - ?), datter af fabrikant L.Q. Harboe (død 1935) og hustru Frederikke født Haug (død 1944).